# Буггенхаген
Буггенхаген (нем. Buggenhagen) — община в Германии, в земле Мекленбург-Передняя Померания.

## Географическое положение
Буггенхаген расположен тремя километрами южнее Лассана, 15 километрами юго-юго-восточнее Вольгаста и 11 километрами северо-восточнее Анклама. На территории общины находятся несколько озёр и небольших лесков. Община расположена целиком на территории национального парка «Узедом» (нем. Naturpark Usedom).

## Административное деление
Буггенхаген входит в состав района Восточная Передняя Померания. До 1 января 2005 года община входила в состав управления «Цитен» (нем. Amt Ziethen), но настоящее время подчинена управлению «Ам Пенестром» (нем. Amt Am Peenestrom), со штаб-квартирой в Вольгасте.
Идентификационный код субъекта самоуправления — 13 0 59 014.
Площадь занимаемая административным образованием Буггенхаген, составляет 27,04 км².
В настоящее время община подразделяется на четыре сельских округа.
- Буггенхаген (нем. Buggenhagen)
- Вангельков (нем. Wangelkow)
- Клотцов (нем. Klotzow)
- Ямитцов (нем. Jamitzow)

## Население
По состоянию на 14 июня 2007 года население общины составило 294 человека.
Средняя Плотность населения таким образом равна: 11 человек на км² и является одной из самых низких в регионе.

## История
Первые упоминания о поселении Буггенхаген относятся к XIII веку. С самого момента своего основания и вплоть до 1945 года село являлось владением семьи Буггенхаген, построившей во второй половине XVIII века здесь замок.
Селение Ямитцов впервые упомянуто в 1315 году.
После окончания тридцатилетней войны Буггенхаген перешёл под шведское господство, а с 1720 года входил в состав Пруссии. После окончания второй мировой войны Буггенхаген вместе со всей Передней Померанией являлся частью ГДР, а с 1990 года вошёл в состав федеральной земли Мекленбург-Передняя Померания.

## Транспорт
Приблизительно тремя километрами южнее и юго-восточнее общины расположена федеральная дорога 110 (нем. Bundesstraße 110 (B 110)). Ряд автодорог с твёрдым покрытием соединяют Буггенхаген с соседними селениями.

## Достопримечательности
- Замок построенный в XVIII веке (в 2002 году переоборудован в отель)
- Живописный ландшафт